# Jan Bevington Gillett
Jan Bevington Gillett  (28 de mayo de 1911-1995) fue un botánico británico. Su madre, Margaret Clark Gillett, también fue botánica.
Realizó extensas investigaciones, primero que todo, sobre las floras de África oriental, e Irak. Gillett llevó a cabo entre 1932 y 1972 numerosas expediciones a África y a Irak donde recolectó una multiplicidad de datos de especies desconocida, describiendo más de 200 nuevas especies.

## Algunas publicaciones
- 1971.  Leguminosae, subfamily Papilionoideae, (Flora of tropical East Africa). Ed. East African Community

### Libros
- 1958.  Indigofera (Microcharis) in Tropical Africa;With the Related Genera Cyamopsis and Rhynchotropis. Ed. H.M.S.O. 166 pp.

## Honores

### Eponimia
No menos de 30 especies llevan el epónimo gillettii, como:
- (Acanthaceae) Justicia gillettii Chiov.
- (Apocynaceae) Calciphila gillettii Liede & Meve
- (Asteraceae) Dicoma gillettii Rodr.Oubiña & S.Ortiz
- (Caryophyllaceae) Melandrium gillettii (B.Boivin) Ritchie
- (Dioscoreaceae) Dioscorea gillettii Milne-Redh.
- (Lamiaceae) Plectranthus gillettii J.K.Morton
- (Leguminosae) Caesalpinia gillettii Hutch. & E.A.Bruce
- (Tiliaceae) Grewia gillettii Sebsebe & B.Mathew

- La abreviatura «J.B.Gillett» se emplea para indicar a Jan Bevington Gillett como autoridad en la descripción y clasificación científica de los vegetales.[1]

## Fuente
- Desmond, R. 1994. Dictionary Of British And Irish Botantists And Horticulturalists Including plant collectors, flower painters and garden designers. Ed. CRC. 900 pp. ISBN 0-85066-843-3